# Prefectura de Hyōgo
La prefectura de Hyōgo (兵庫県, Hyōgo-ken) és una prefectura a la regió de Kinki sobre l'illa de Honshū, al (Japó). La prefectura de Hyōgo té una població de 5.469.762 habitants a data de 2019 i una extensió geogràfica de 8.400 quilòmetres quadrats. La prefectura de Hyōgo limita amb la prefectura de Kyoto a l'est, la prefectura d'Osaka al sud-est i amb les prefectures d'Okayama i Tottori a l'oest.
La capital i ciutat més populosa de la prefectura és la ciutat de Kōbe, sent la sisena ciutat més populosa del Japó. Altres ciutats importants de Hyōgo són Himeji, Nishinomiya i Amagasaki. El territori de la prefectura de Hyōgo ocupa l'espai des de la mar del Japó fins a la mar interior de Seto, on es troben l'illa d'Awaji i un petit arxipèlag, totes dues pertanyents a la prefectura de Hyōgo. La prefectura de Hyōgo és un centre econòmic de primer nivell, un nus de transport i una destinació turistica al Japó occidental, amb un 20% del territori prefectural designat com a parcs naturals. La prefectura de Hyōgo també forma part de l'àrea metropolitana del Keihanshin, la segona àrea metropolitana més populosa del Japó després del gran Tòquio, així com una de les regions més productives en producte interior brut.
Històricament, la moderna prefectura de Hyōgo va fundar-se l'any 1868 coincidint amb la fi del període Tokugawa i l'inici de l'era Meiji i està formada per les antigues províncies de Harima, Tajima, Awaji, així com part de les províncies de Tanba i Settsu.
En l'àmbit polític, el governador de Hyōgo des de 2001 és en Toshizō Ido, el governador més temps al càrrec després del de la prefectura d'Ishikawa. A l'assemblea prefectural, governa una majoria de centre-dreta del Partit Liberal Democràtic des de les eleccions locals de 2019.

## Geografia

Mapa on es pot vore la situació de Hyōgo a la regió de Kansai

### Geografia física
Dues mars banyen les costes de Hyōgo, al nord, la mar del Japó i al sud, la mar interior de Seto. Al sud de l'illa d'Awaji, Hyōgo limita amb l'oceà pacífic mitjançant la canal de Kii. Les regions septentrionals es troben poc habitades, amb l'excepció de la ciutat de Toyooka, mentres que els altiplans centrals estàn també lleugerament habitats només per xicotetes viles. La major part de la població de Hyōgo viu a les costes del sud, que forma part de la conurbació d'Osaka-Kobe-Kyoto, també coneguda com a Keihanshin. Awaji és una illa separada de la part en terra de la prefectura a la badia d'Osaka i que es troba entre Honshu i Shikoku. Hyōgo limita amb les prefectures d'Osaka, Kyoto, Tottori i Okayama.
A data del 31 de març de 2008, el 20% del territori total de la prefectura estava designada com a parc natural, com els parcs nacionals de Sanin Kaigan i la Mar Interior de Seto, el Parc quasi nacional de Hyōnosen-Ushiroyama-Nagisan, així com els parcs naturals prefecturals d'Asago Gunzan, Harima Chūbu Kyūryō, Inagawa Keikoku, Izushi-Itoi, Kasagatayama-Sengamine, Kiyomizu-Tōjōko-Tachikui, Onzui-Chikusa, Seiban Kyūryō, Seppiko-Mineyama, Tajima Sangaku i Taki Renzan.

### Clima
L'estiu a tot Hyōgo és calent i húmid. A l'hivern, exiteixen dos climes ben diferenciats per la posició geogràfica: al nord hi han abundants nevades durant els mesos d'hivern, mentres que al sud hi ha un clima més suau i només arriba ocasionalment el vent fred del nord.

### Ciutats més poblades
Els municipis amb més habitants són els següents:
Tot i això, a la prefectura encara hi han més municipis de menys població que els que ací s'especifiquen.

### Regions
El govern prefectural té dividit el territori de Hyōgo amb propòsits administratius i de descentralitzación en "regions" anomenades "Kenmin kyoku" (県民局) o "departaments ciutadans". Existeixen altres tres departaments amb diferent denominació, els "Kenmin Center" (県民センター) i corresponen a les àrees més populoses, Kobe, Himeji i la regió sud-oriental que limita amb la prefectura d'Osaka.
| #  | # | Regió              | Regió              | Capital    | Capital  | Regions de Hyōgo |
| #  | # | Català             | Japonés            | Català     | Japonés  | Regions de Hyōgo |
| 1  |   | Kobe               | 神戸県民センター   | Chūō       | 中央区   | Regions de Hyōgo |
| 2  |   | Hanshin-Minami     | 阪神南県民センター | Amagasaki  | 尼崎市   | Regions de Hyōgo |
| 3  |   | Hanshin-Kita       | 阪神北県民局       | Takarazuka | 宝塚市   | Regions de Hyōgo |
| 4  |   | Higashi-Harima     | 東播磨県民局       | Kakogawa   | 加古川市 | Regions de Hyōgo |
| 5  |   | Kita-Harima        | 北播磨県民局       | Katō       | 加東市   | Regions de Hyōgo |
| 6  |   | Naka-Harima        | 中播磨県民センター | Himeji     | 姫路市   | Regions de Hyōgo |
| 7  |   | HarimaNishi-Harima | 西播磨県民局       | Kamigōri   | 上郡町   | Regions de Hyōgo |
| 8  |   | Tanba              | 丹波県民局         | Tanba      | 丹波市   | Regions de Hyōgo |
| 9  |   | Tajima             | 但馬県民局         | Toyooka    | 豊岡市   | Regions de Hyōgo |
| 10 |   | Awaji              | 淡路県民局         | Sumoto     | 洲本市   | Regions de Hyōgo |

### Districtes
A més de tot això, Hyōgo també està dividida en districtes, una mena de comarques que fá d'agrupació administrativa de petits municipis.

## Política i govern

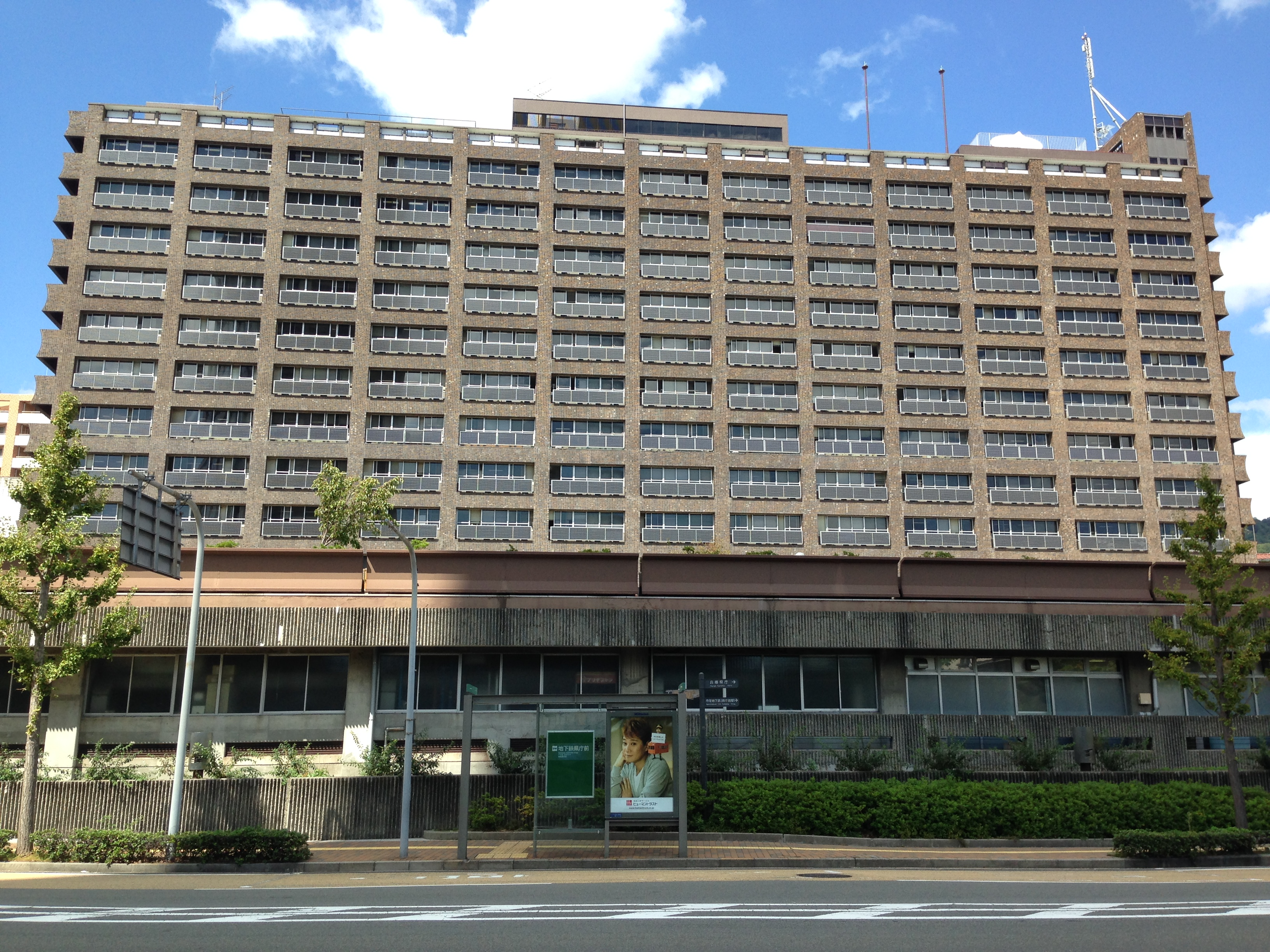
Edifici del govern de Hyōgo

La classificació de la prefectura de Hyōgo és de -ken, és a dir, prefectura rural. Com qualsevol prefectura del Japó, Hyōgo té dret a tindre les seues institucions d'autogovern.

### Governador
En aquesta taula només es reflecteixen els governadors democràtics, és a dir, des de l'any 1947.
| Període   | Governador        | Partit |
| --------- | ----------------- | ------ |
| 1947-1954 | Sachio Kishida    | APH    |
| 1954-1962 | Masaru Sakamoto   | PSJ    |
| 1962-1970 | Motohiro Kanai    | PLD    |
| 1970-1986 | Tokitada Sakai    | Ind    |
| 1986-2001 | Toshitami Kaihara | Ind    |
| 2001-     | Toshizō Ido       | Ind    |

### Assemblea prefectural
| Partit | Partit                    | Partit | Membres |
| ------ | ------------------------- | ------ | ------- |
|        | Partit Liberal Democràtic | PLD    | 43 / 86 |
|        | Unió de Hyōgo             | UH     | 14 / 86 |
|        | Kōmeitō                   | KMT    | 13 / 86 |
|        | Nippon Ishin no Kai       | PRJ    | 8 / 86  |
|        | Partit Comunista del Japó | PCJ    | 5 / 86  |
|        | Independents              | Ind    | 3 / 86  |
|        | Escons vacants            |        | 0 / 86  |